# Галлоне, Кармине
Кармине Галлоне (итал. Carmine Gallone; имя при рождении Кармело Камилло Галлоне, итал. Carmelo Camillo Gallone; 10 сентября 1885, Таджа — 4 апреля 1973, Фраскати) — один из самых плодовитых итальянских режиссёров первой половины XX века. За полвека с 1913 по 1963 годы снял более 120 фильмов; многие из них обыгрывают оперные темы. Муж актрисы  Соаве Галлоне, которая часто снималась в его лентах 1910-х и 1920-х годов.

## Биография
Родился 10 сентября 1885 года в Тадже. В 1911 году принял участие в конкурсе драмы, организованном Комитетом универсальной выставки в Риме в связи с 50-летием объединения Италии, после чего поступил в Театро Арджентина в качестве актёра на небольшие роли и работал там вместе с женой, польской актрисой Станиславой Винавер, до 1912 года, одновременно занимаясь критикой в кино. 
В 1913 году пришёл на киностудию Cines, сначала сценаристом, позднее стал режиссёром. В 1914 году дебютировал с фильмом «Обнажённая» по пьесе Анри Батейля, в котором снялась актриса Лида Борелли. Эта картина открыла его так называемую «серию Борелли», включившую ленты «Свадебный марш» (1915) и «Ночная бабочка» (1916) — вновь по пьесам Батейля, «Историю тринадцати» (1917) по мотивам одноимённой трилогии Оноре де Бальзака, «Мальомбра» (1917) по одноимённому роману Антонио Фогаццаро. Последнюю из названных картин кинокритик Витторио Мартинелли в своей книге 1991 года «Il cinema muto italiano 1917» («Итальянское немое кино 1917 года») назвал «беспрецедентной», высоко оценив работу оператора и особо выделив новый для того времени приём — использование крупного плана.
С началом Первой мировой войны начал снимать патриотический фильм «Сердце снега» со звездой немого кино Ледой Гис, который вышел на экраны под названием «Родина всегда в сердце». В 1915 году призван на службу в 1-м гренадёрском полку, но уже в 1916 году вернулся в свою прежнюю сферу деятельности, возглавив службу кинопропаганды Военно-морского флота Италии. В этот же период встретил романиста, сценариста и режиссёра Лучо Д'Амбра, который теперь считается основоположником итальянской комедии. Результатом сотрудничества двух художников стали знаменательные ленты «Eё звали Козетта» (1917), «Гамлет и его шут» (1919), а также «Поцелуй Сирано» (1920) — вольное переложение «Сирано де Бержерака» Эдмона Ростана.
В 1926 году вместе с Амлето Палерми снял масштабный пеплум «Последние дни Помпеи», в 1927 году уехал за границу и работал в кино Франции, Германии, Великобритании, Австрии и Венгрии. Среди работ этого периода картина 1929 года «Земля без женщин», которая считается первым немецким звуковым фильмом, «Певучий город» (1930) — первая попытка музыкального фильма в Европе, «Ночью в Париже» (1931). По возвращении в Италию снял в 1935 году фильм Casta Diva, положивший начало длинной веренице его фильмов-опер, а также несколько биографических картин о знаменитых музыкантах: «Джузеппе Верди» (1938), «Вечные мелодии» (1940), «Пуччини» (1953), «Дом Рикорди» (1954), в котором блистательно сыграл Марчелло Мастроянни. В 1946 году в фильме «Перед ним трепетал весь Рим» с участием Анны Маньяни Галлоне интерпретировал сюжет оперы «Тоска» в антинацистском ключе.
В 1935 году фильм Галлоне «Casta Diva» с Мартой Эггерт, посвящённый жизни композитора Винченцо Беллини,  получил кубок Муссолини за лучший итальянский фильм на 3-м Венецианском кинофестивале. В оригинальном названии использовано название арии Casta diva из оперы «Норма»; в советский же прокат эта трофейная лента попала под названием «Девушка из Неаполя».
5-й Венецианский кинофестиваль в 1937 году принёс Галлоне его второй Кубок Муссолини за лучший итальянский фильм — приза был удостоен фильм «Сципион Африканский». Годом ранее Вторая итало-эфиопская война завершилась победой фашистской Италии, и масштабное кинополотно, превозносящее победу римского аристократа Публия Корнелия Сципиона над Карфагеном, было призвано приравнять империю Муссолини к Древнему Риму.
В 1942 году вышел на экраны совместный итало-румынский пропагандистский фильм «Одесса в огне», спродюсированный Румынским кинематографическим управлением, но с участием итальянских актёров, который преподносил в апологетическом свете участие Румынии в войне против СССР как борьбу с советским большевизмом.
В конце войны Комиссия по чистке кинематографических профессий (Commissione per l’epurazione delle categorie del cinema) вынесла решение о шестимесячном запрете Галлоне работать в кино.
По истечении срока наказания вернулся на некоторое время к историческим фильмам, одним из которых стал в 1959 году «Карфаген в огне» по роману Эмилио Сальгари, но снял в 1955 году и комедию «Большая драка дона Камилло» с участием Фернанделя и Джино Черви.
В 1962 году Галлоне снял свой последний фильм «Монахиня из Монцы» по роману Джованни Розини о реальных трагических событиях XVII века, связанных с судьбой Вирджинии де Лейва.

## Фильмография
- Обнажённая / La donna nuda (1914)
- Свадебный марш / La marcia nuziale (1915)
- Родина всегда в сердце / Sempre nel cor la Patria!… (1915)
- Невиновен! / Senza colpa! (1915)
- Мужчина мечты / L’uomo sognato (1915)
- Жестокая шутка / La beffa atroce (1915)
- Смертельный каприз / Capriccio mortale (1915)
- Цветок зла / Fior di male (1915)
- Под могилами / Sotto le tombe (1915)
- Аватар / Avatar (1916)
- Ночная бабочка / La falena (1916)
- Мальомбра / Malombra (1917)
- Искупление / Redenzione (1919)
- Марчелла / Marcella (1922)
- Корсар / Il corsaro (1924)
- Последние дни Помпеи / Gli ultimi giorni di Pompei (1926)
- Земля без женщин / Terra senza donne (1929)
- Певучий город / Die singende Stadt (1930)
- Вечер облавы / Un soir de rafle (1931)
- Певучий город / La città canora (1931)
- Ночью в Париже / Di notte a Parigi (1931)
- Дитя дороги / Il figlio della strada (1932)
- / King of the Ritz, в соавторстве с Гербертом Смитом (1933)
- / E lucean le stelle (1935)
- Casta Diva / Casta Diva (1935)
- Божественная искра / The Divine Spark (1935)
- Рапсодия любви / Rapsodia d’amore (1935)
- На солнце / Al sole (1936)
- Сципион Африканский / Scipione l’Africano (1937)
- Драма в цирке / Un dramma al circo (1938)
- Джузеппе Верди / Giuseppe Verdi (1938)
- Только для тебя / Solo per te (1938)
- Марионетта / Marionette (1939)
- Весёлый певец / L’allegro cantante (1939)
- Сон мадам Баттерфляй / Il sogno di Butterfly (1939)
- Вечные мелодии / Melodie eterne (1940)
- Манон Леско / Manon Lescaut (1940)[уточнить]
- Люби меня, Альфредо / Amami Alfredo (1940)
- Кроме любви / Oltre l’amore (1940)
- Тайная любовница / L’amante segreta (1941)
- Первая любовь / Primo amore (1941)
- Две сиротки / Le due orfanelle (1942)
- Одесса в огне / Odessa in fiamme (1942)
- Королева Наваррская / La regina di Navarra (1942)
- Грустная любовь / Tristi amori (1943)
- Гарлем / Harlem (1943)
- Песнь жизни / Il canto della vita (1945)
- Бирагин / Biraghin (1945)
- Перед ним трепетал весь Рим / Avanti a lui tremava tutta Roma (1946)
- Риголетто / Rigoletto (1946)
- Прощай, Мими! / Addio Mimì! (1947)
- Дама с камелиями / La signora delle camelie (1947)
- Легенда о Фаусте / La leggenda di Faust (1949)
- Трубадур / Il trovatore (1949)
- Сила судьбы / La forza del destino (1949)
- Ночное такси / Taxi di notte (1950)
- Мессалина / Messalina (1951)
- Пуччини / Puccini (1953)
- Без фаты / Senza veli (1952)
- Сельская честь / Cavalleria rusticana (1953)
- Мадам Баттерфляй / Madama Butterfly (1954)
- Дом Рикорди / Casa Ricordi (1954)
- Casta Diva / Casta Diva (1954)
- Дочь Маты Хари / it:La figlia di Mata Hari, в соавторстве Ренцо Мерузи[итал.] (1954)
- Большая драка дона Камилло / Don Camillo e l'Onorevole Peppone (1955)
- Михаил Строгов / Michele Strogoff (1956)
- Тоска / Tosca (1956)
- Поликушка / Polikuska (1958)
- Карфаген в огне / Cartagine in fiamme (1959)
- Дон Камилло, монсеньор / Don Camillo monsignore… ma non troppo (1961)
- Кармен из Траставере / Carmen di Trastevere (1962)
- Монахиня из Монцы / La monaca di Monza (1962)